# 12000 lune
12000 lune è una raccolta di Lucio Dalla, pubblicata nel 2006. 

## Descrizione
La compilation, pubblicata come cofanetto con copertina di Milo Manara, comprende tre dischi, che includono anche i brani inediti Stella, Sottocasa e Dark Bologna.
Secondo i dati raccolti dalla Federazione Industria Musicale Italiana, l'album è risultato essere il più venduto in Italia nella settimana dal 27 febbraio al 4 marzo 2012, in seguito alla morte del cantante.

## Tracce

### Disco 1
1. Caruso – 5:15
2. Attenti al lupo – 4:21
3. Canzone – 4:32
4. Tu non mi basti mai – 4:32
5. Ciao – 4:40
6. Non vergognarsi mai – 4:24
7. Apriti cuore – 5:23
8. Liberi – 4:15
9. Là – 4:04
10. Don't Touch Me – 4:49
11. Henna – 4:02
12. Le rondini – 5:36
13. Siciliano – 4:30
14. Ayrton – 4:28
15. Stella – 4:05
16. Sottocasa – 4:05
17. Dark Bologna – 4:48

### Disco 2
1. Balla balla ballerino (Edit vrs) – 5:38
2. Futura (Edit vrs) – 5:48
3. Anna e Marco – 3:40
4. Stella di mare – 5:53
5. L'anno che verrà – 4:26
6. Il parco della luna – 4:57
7. Milano – 3:29
8. Cara – 5:34
9. La sera dei miracoli – 5:13
10. Mambo – 5:01
11. Tutta la vita – 5:03
12. Se io fossi un angelo – 5:03
13. Washington (Edit vrs) – 4:21
14. Chissà se lo sai – 4:02
15. Amen – 4:18
16. Felicità – 5:49

### Disco 3
1. Com'è profondo il mare – 5:25
2. L'ultima luna – 5:40
3. Disperato erotico stomp – 5:48
4. Lunedì cinema – 1:27
5. Telefonami tra vent'anni – 4:42
6. Quale allegria – 4:30
7. Nuvolari – 5:25
8. Piazza Grande – 3:13
9. Itaca – 4:09
10. Il gigante e la bambina – 4:40
11. La casa in riva al mare – 3:56
12. Un uomo come me – 3:25
13. 4/3/1943 – 3:46
14. Occhi di ragazza – 3:35
15. Sylvie – 3:16
16. Il cielo  – 3:16
17. Anna Bellanna – 3:14
18. Pafff... Bum! – 2:21
19. Bisogna saper perdere – 2:29
20. Lei (non è per me) – 2:52

## Classifiche
| Classifica (2006-2012) | Posizione massima |
| ---------------------- | ----------------- |
| Grecia                 | 44                |
| Italia                 | 1                 |
| Svizzera               | 75                |

### Classifiche di fine anno
| Classifica (2006) | Posizione |
| ----------------- | --------- |
| Italia            | 52        |
| Classifica (2012) | Posizione |
| Italia            | 18        |